# Boulder (Utah)
Pour les articles homonymes, voir Boulder (homonymie).
Boulder est une localité américaine située dans le comté de Garfield, dans l’Utah. Selon le recensement de 2000, sa population s’élève à 180 habitants. 

## À noter
Peu peuplée (180 habitants, 65 foyers), Boulder est de surcroît très isolée. Elle n’a reçu l’électricité qu’en 1947.

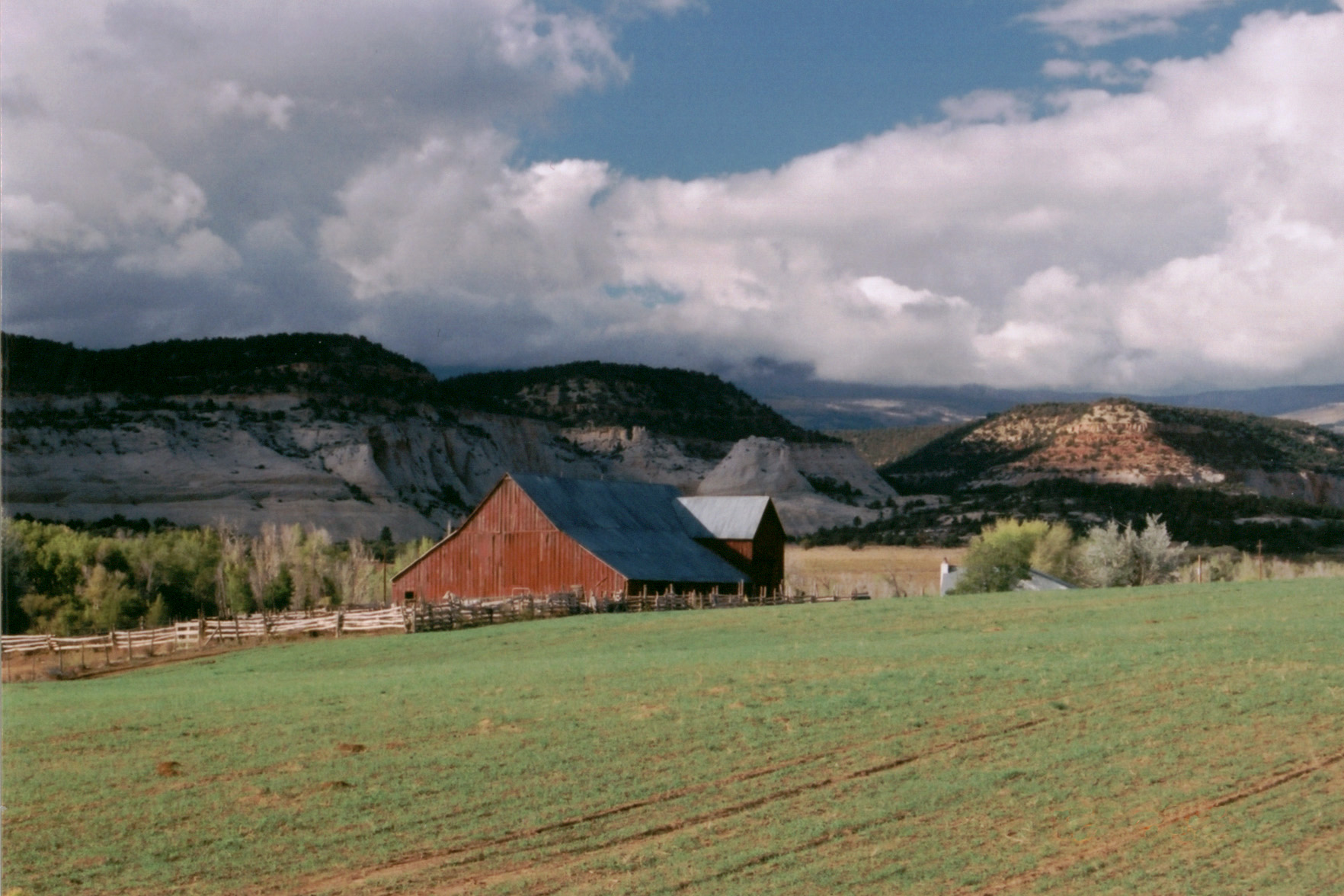
Une grange des environs de Boulder.

## Source
- (en) Cet article est partiellement ou en totalité issu de l’article de Wikipédia en anglais intitulé « Boulder, Utah » (voir la liste des auteurs).